# João Bento
João Bento también llamada Ribeira dos Bodes es una localidad caboverdiana del municipio de Porto Novo.

## Geografía
La localidad está situada en la isla Santo Antão.

## Organización territorial
La localidad abarca los lugares y barrios de:
- Chã de Casa
- Chã de Foxe
- Chã de Joana
- Chã de João Bento
- Chã de Tapume
- Covoada
- Lojinha
- Lombo
- Lombo de Casa
- Poio
- Recantinho
- Seladinha